# Igreja de Nossa Senhora da Conceição (Velas)
A Igreja de Nossa Senhora da Conceição é uma igreja portuguesa localizada na rua do Corpo Santo, concelho de velas, ilha de São Jorge, arquipélago dos Açores.

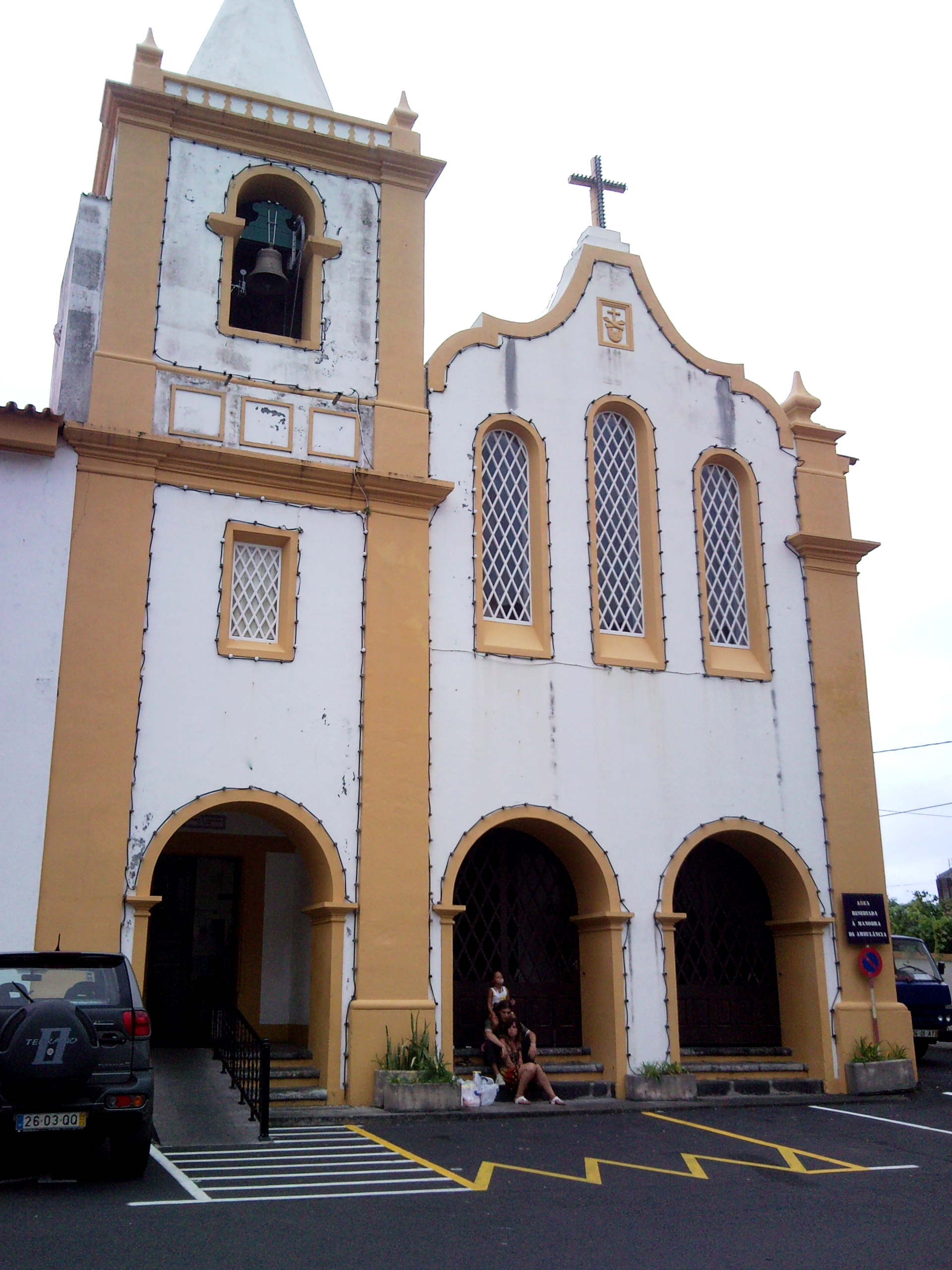
Igreja de Nossa Senhora da Conceição.

Este templo pertenceu ao antigo Convento de São Francisco das Velas, onde actualmente funciona o Centro de Saúde de Velas. Trata-se de uma construção do século XVII. Apresenta-se com corpo único dotado de galilé e cornijas elaboradas em de lava de cor negra.
A nave deste templo foi enriquecida com talha dourada a apresenta no púlpito uma imagem da sua Padroeira Nossa Senhora da Conceição que data do século XVIII (1771) e uma imagem de Santo António. O altar-mor é de estilo barroco. Apresenta ainda arquivoltas e colunas salomónicas.
Foi restaurada no início do século XX e encontra-se tutelada pela Irmandade da Santa Casa da Misericórdia de Velas.